# Santa Magdalena de Talamanca
Santa Magdalena de Talamanca és una capella del municipi de Talamanca (Bages) inclosa en l'Inventari del Patrimoni Arquitectònic de Catalunya. Esmentada al segle xiii, està situada a 3 km de la vila de Talamanca en direcció a Navarcles, dalt d'un turó immediat.

## Descripció

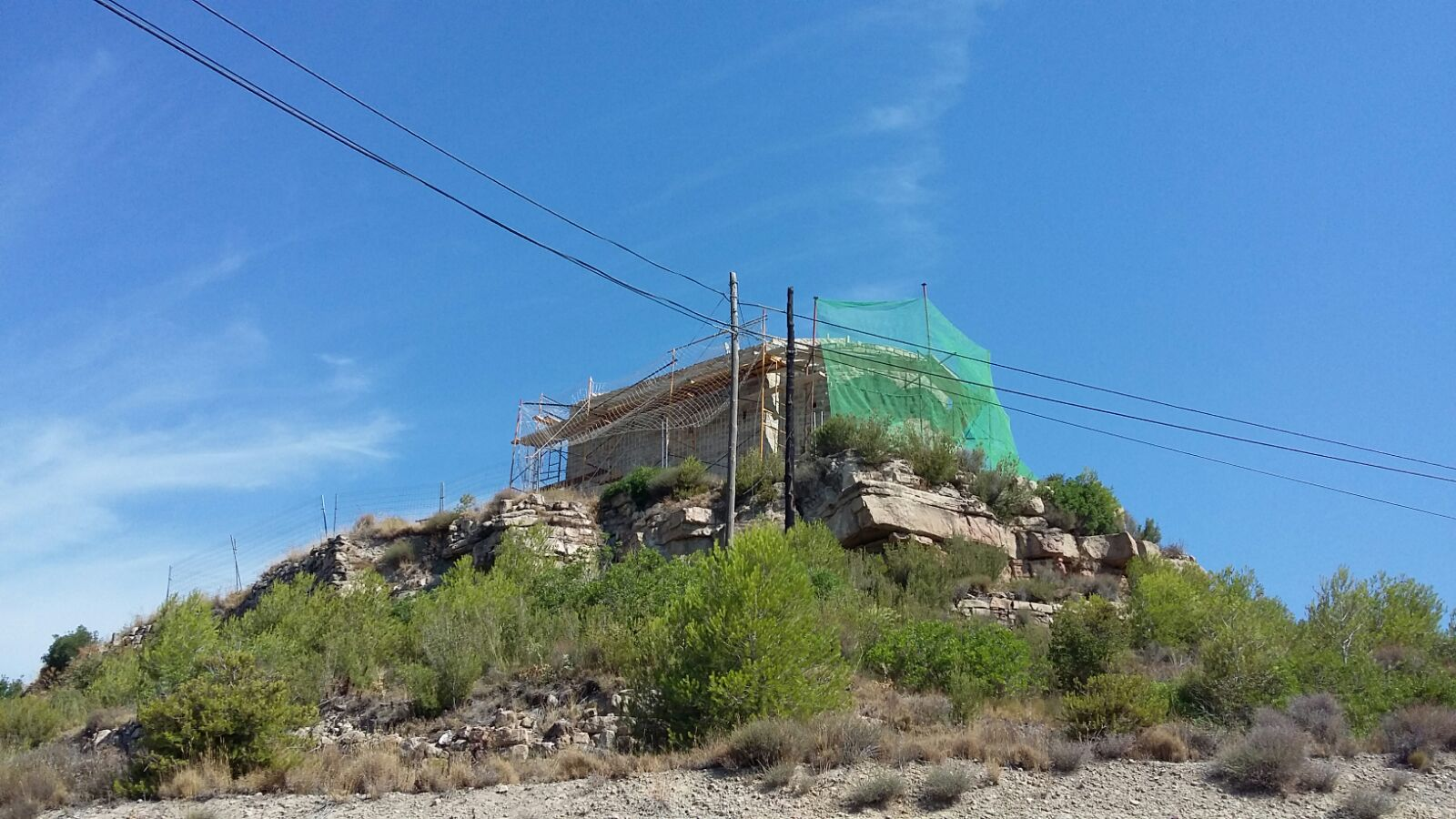
Restauració de Santa Magdalena de Talamanca

Capella romànica tardana, possiblement de la primera meitat del segle xiii. L'estructura és senzilla, d'una única nau. Un absis semicircular a orient fa de capçalera. Al centre d'aquest hi ha una finestra de mig punt adovellada.
L'església ha estat bastant reformada i reestructurada. L'absis és lleugerament més baix que l'original. Es pot veure que fou rebaixat i cobriren la nau amb volta de totxo, avui esfondrada. A l'interior de l'absis hi ha revestiments de guix i algunes petites restes de pintures murals.
En una època posterior, possiblement al segle xiv, s'afegí a la capella un porxo amb estructura de torre fortificada. Aquest recinte és cobert amb volta de canó i s'hi accedeix per una porta amb un arc escarser situada a ponent. El seu estat de conservació ha estat ruinós durant molts anys fins al Ple de 29 d'octubre de 2014 en que s'aprova la reconstrucció de l'ermita amb un projecte d'obres de l'arquitecte Josep Mª Roca Marsinyach. Les obres comencen l'any 2015 i acaben l'any 2016.

## Història

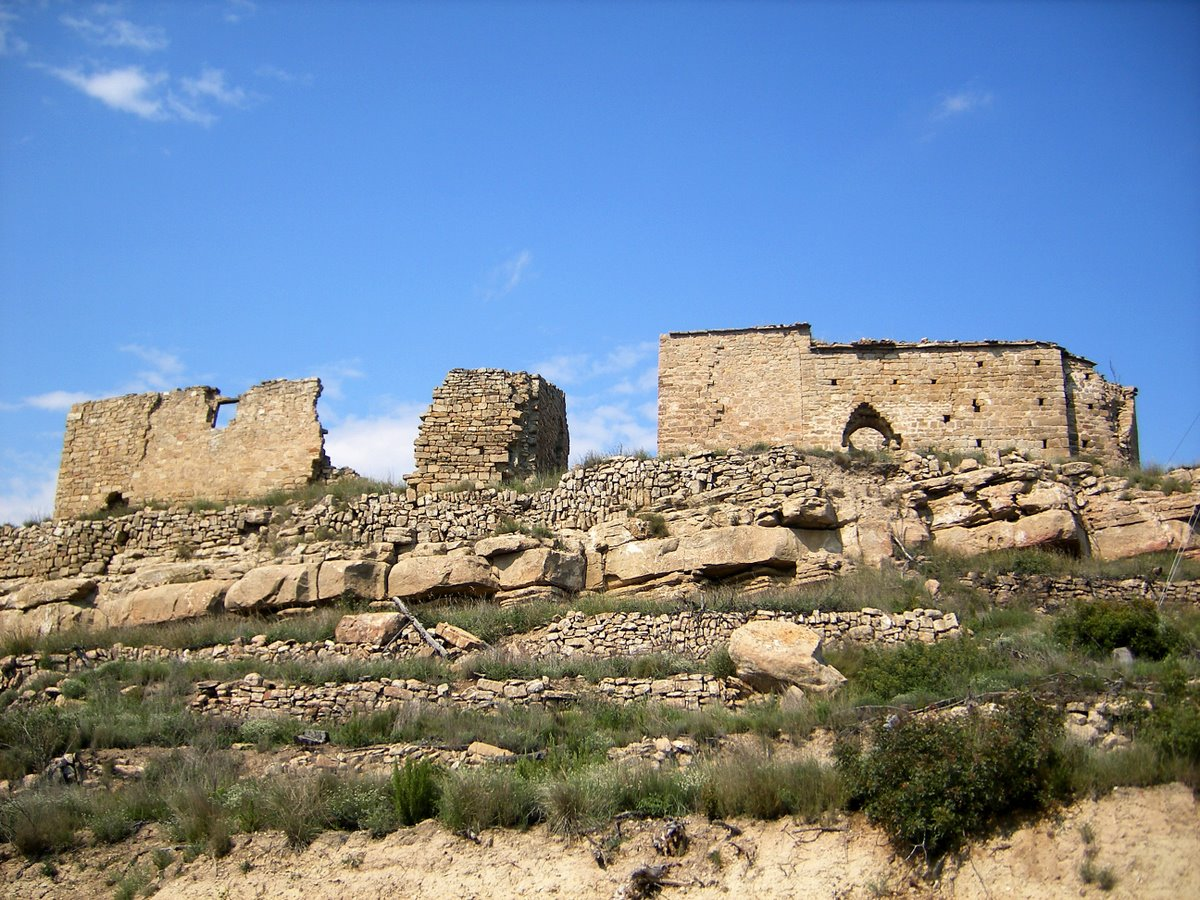
Santa Magdalena de Talamanca

Hi ha notícies d'aquesta església des de finals del segle xiii, quan als anys 1282 i 1294 se li feren diversos llegats, tot i que l'edifici podria ser anterior. Fou una capella rural, que donava servei al sector ponent del terme (propera als límits de Navarcles). Aquesta situació és documentada el 1553 i el 1686 dins del mas Escayola, que tenia cura del temple. Els habitants del mas cuidaven el conreu de les vinyes del voltant de la capella alhora que feien la funció d'ermitants. El 1870 apareixen documents sobre l'existència d'aquesta església, que segons aquests es trobava en molt bon estat de conservació, i sobre l'existència d'un cementiri al costat,avui dia desaparegut. El seu mal estat de conservació no només es devia al pas dels anys sinó que també va ser causat per les repetides destruccions, les més importants a la Guerra Civil Espanyola.
L'any 2009 l'església va ser cedida per Andrés Martín Sánchez al municipi de Talamanca. Des de llavors ha estat restaurada tota sencera, incloent-hi l'absis, la campana i una antiga cisterna al costat de l'edific principal. L'ermita restaurada es va inaugurar divendres 22 de juliol de 2016 amb la presència de diferents autoritats locals com un nou equipament municipal. També es va inaugurar més avall un centre d'interpretació sobre la Història de Talamanca i els episodis més remarcables, com els relacionats amb la Guerra de Successió. Amb això Talamanca recupera una antigua tradició medieval que consistia en una processó a l'ermita de Santa Magdalena per demanar que la pest bubónica no afectés als seus habitants.